# Храм Воскресения Христова (Нижний Тагил)
Храм Воскресенья Христова — храм Нижнетагильской епархии Русской православной церкви в Дзержинском районе города Нижний Тагил, Россия. Церковь находится на Вагонке в частном секторе возле трамвайного кольца Пихтовые горы по адресу улица Лесная, дом 20. На территории храма находится старинная деревенская крещенская церковь по адресу улица Лесная, дом 20/1.

## Описание
Храм расположен в окружении частного сектора Вагонки. Храм довольно массивный, однако не слишком высокий, поэтому плохо виден издалека. Храм семиглавый, имеет три входа (северный, южный и западный) с небольшой колокольней при западном входе. Стены оштукатурены, выкрашены в белый цвет, все купола луковичные серебристые с маковками и золотыми крестами. Со всех сторон здание храма имеет выступы: большие прямоугольные с севера, юга и запада и полукруглый с востока. Главный вход в храм северный, остальные закрыты в непраздничные дни. Территория храма огорожена старым металлическим забором и имеет только один выход — к улице Лесной.

## Крещенская церковь
На территории храма, к северу от него находится малая одноглавая крещенская церковь. Малая церковь также белого цвета и тоже с луковичным, но синим куполом на круглом основании. Единственный вход в здание церкви находится с западной стороны, при входе есть небольшой притвор с односкатной кровлей. Окна арочные, с килевидными завершениями кверху. С востока имеется небольшой округлый выступ для алтаря.

## История
Большой каменный храм в честь Воскресения Христова был заложен в 1992 году по инициативе архиепископа Екатеринбургского и Верхотурского Мелхиседека. Строительство шло медленно в основном по причине нехватки средств, однако всё же было завершено. В строительстве храма оказывали помощь благотворители и солдаты воинской части, которую духовно окормляет настоятель Воскресенского храма протоиерей Константин Янович. В 2007 году на храм были установлены три купола, а 4 августа 2008 года храм Воскресения Христова был увенчан ещё четырьмя куполами с установкой боковых церковный маковок. Воскресенская церковь обрела законченный вид и величие. Церковные маковки были изготовлены на предприятии ООО «Композит», а их установку совершила строительная фирма «Трест-88». Внешнее строительство было закончено, а до конца 2008 года были закончены и внутренние отделочные работы.